# 住
| ウィキペディアには「住」という見出しの百科事典記事はありません（タイトルに「住」を含むページの一覧/「住」で始まるページの一覧）。 代わりにウィクショナリーのページ「住」が役に立つかもしれません。 |